# Port lotniczy Baltimore/Waszyngton
Port lotniczy Baltimore/Waszyngton (ang. Baltimore/Washington International Airport) – międzynarodowy port lotniczy położony 15 km na południe od Baltimore, w stanie Maryland, w Stanach Zjednoczonych.

## Linie lotnicze i połączenia

### Hall A/B
- Southwest Airlines (Albany, Albuquerque, Austin, Birmingham (AL), Buffalo, Chicago-Midway, Cleveland, Columbus, Denver, Detroit, Fort Lauderdale, Fort Myers, Hartford, Houston-Hobby, Indianapolis, Jackson, Jacksonville, Kansas City, Las Vegas, Little Rock, Long Island/Islip, Louisville, Manchester (NH), Nashville, Nowy Orlean, Norfolk, Oklahoma City, Orlando, Phoenix, Pittsburgh, Providence, Raleigh/Durham, St. Louis, Salt Lake City, San Antonio, San Diego, Tampa, West Palm Beach)

### Hall C
- American Airlines (Dallas/Fort Worth, Miami, San Juan, St. Louis)
  - AmericanConnection obsługiwane przez Chautauqua Airlines (St. Louis)
  - AmericanConnection obsługiwane przez Trans States Airlines (St. Louis)
  - American Eagle Airlines (Chicago-O’Hare, Nowy Jork-JFK)
- Delta Air Lines (Atlanta, Cincinnati, Salt Lake City)
  - Delta Connection obsługiwane przez Comair (Boston, Cincinnati, Nowy Jork-JFK)
  - Delta Connection obsługiwane przez Freedom Airlines (Nowy Jork-JFK)
- Northwest Airlines (Detroit, Memphis, Minneapolis/St. Paul)
  - Northwest Airlink obsługiwane przez Pinnacle Airlines (Memphis)

### Hall D
- AirTran Airways (Atlanta, Boston, Charlotte, Dayton, Daytona Beach [sezonowo], Fort Lauderdale, Fort Myers, Miami, Milwaukee, Orlando, Portland (ME) [sezonowo], Rochester (NY), Sarasota/Brandenton, Seattle/Tacoma, Tampa, West Palm Beach [sezonowo])
- Continental Airlines (Cleveland, Houston-Intercontinental, Newark)
  - Continental Express obsługiwane przez ExpressJet Airlines (Cleveland, Newark)
- Midwest Airlines (Milwaukee)
  - Midwest Connect obsługiwane przez SkyWest (Milwaukee)
- United Airlines (Chicago-O’Hare, Denver, Los Angeles, San Francisco)
- US Airways (Charlotte, Las Vegas, Orlando, Philadelphia, Phoenix)
  - US Airways Express obsługiwane przez Air Wisconsin (Nowy Jork-LaGuardia, Filadelfia)
  - US Airways Express obsługiwane przez Chautauqua Airlines (Nowy Jork-LaGuardia, Filadelfia)
  - US Airways Express obsługiwane przez Piedmont Airlines (Nowy Jork-LaGuardia)
  - US Airways Express obsługiwane przez Mesa Airlines (Charlotte)

### Hall E
- Air Canada
  - Air Canada Jazz (Toronto-Pearson)
- Air Greenland (Kangerlussuaq)
- Air Jamaica (Montego Bay, Kingston)
- British Airways (Londyn-Heathrow)
- Icelandair (Reykjavik-Keflavik)
- North American Airlines (Akra, Lagos, Nowy Jork-JFK)
- USA3000 Airlines (Bermuda, Cancún, La Romana [sezonowo], Melbourne (FL) [od 20 grudnia], Punta Cana)